# Peter Muhlenberg
Peter Muhlenberg (Trappe, 1746. október 1. – Grays Ferry, 1807. október 1.) az Amerikai Egyesült Államok szenátora (Pennsylvania, 1801).